# Pevnost Boyard (česká soutěž)
Pevnost Boyard je televizní soutěž vysílaná na TV Prima, česká verze francouzské dobrodružné televizní soutěže. Soutěží v ní vždy pětičlenný tým, který v průběhu soutěže plní nejrůznější úkoly a jehož konečným cílem je uhodnout heslo k otevření trezoru. Výhru pak soutěžící obvykle věnují na charitativní účely. Soutěž se odehrává ve francouzské pevnosti Boyard, která leží v Atlantském oceánu. Je založena na originální francouzské verzi, která se ve Francii vysílá již od roku 1990.
Vysílání prvních šesti dílů první řady české verze proběhlo vždy v sobotu od 3. září do 8. října 2016. Zbývající čtyři díly odvysílala Prima na jaře 2017 v sobotním hlavním vysílacím čase. Prima se tak rozhodla proto, aby se sledovanost nesnížila z důvodu startu osmé řady úspěšné taneční soutěže StarDance …když hvězdy tančí na ČT1.
V červnu 2017 Prima potvrdila natáčení druhé řady.
Druhá řada se původně měla vysílat opět každou sobotu, ovšem po odvysílání prvního dílu 2. září, kdy konkurenční show Tvoje tvář má známý hlas na TV Nova získala třikrát více diváků, se Prima rozhodla přemístit Pevnost Boyard na páteční večery, kde ovšem nedosáhla příliš lepšího výsledku.

## Zajímavost
V 6. díle 2. řady Pevnosti Boyard Kryštof Michal nedokončil celou soutěž, protože v úkolu Casíno si narušil střední ucho.

## Pravidla soutěže
Soutěž samotná je rozdělena na tři části. V první z nich je úkolem soutěžících získat v 9 disciplínách co nejvíce klíčů. Klíče získávají za splnění úkolů v místnostech po celé pevnosti. V druhé části získávají soutěžící indicie, které jim napoví konečné heslo k trezoru a konečně v části třetí se snaží posbírat v místnosti s pokladem co nejvíce zlaťáků pro svou nadaci.

## Disciplíny
Disciplíny jsou stejné, jako v posledních ročnících francouzské verze. K prvním sedmi dílům se v české verzi objevilo 43 různých disciplín, včetně tří různých forem hádanek Otce Foury. Jsou jimi Věž, Telefonní budka (obě již od 1. dílu) a Mumie (poprvé v 7. epizodě).

## Seznam dílů
Stálými postavami jsou Paklíč (Anthony Laborde, při překladech francouzských a britských dílů se jeho postava jmenuje Klíčník), Félindra (Monique Angeon) a Otec Fouras, kterého ztvárnil Jan Rosák.
Od druhé řady přibyl i Pačes (André Bouchet, při překladech francouzských a britských dílů se jeho postava jmenuje Paklíč).
Roli moderátora obsadil Libor Bouček.
Kromě těchto stálic se v každém díle střídá vždy pětice soutěžících.

### Sezóna 2016 (2016–2017)
vysílací den: sobota
| Č. celkově | Č. v řadě | Soutěžící                                                                                         | Výhra                                           | Datum premiéry  |
| ---------- | --------- | ------------------------------------------------------------------------------------------------- | ----------------------------------------------- | --------------- |
| 1          | 1         | Jakub Prachař (kapitán), Vojtěch Kotek, Kristýna Leichtová, Hanka Kynychová a Jan Dolanský        | 180 500 Kč pro organizaci Helppes               | 3. září 2016    |
| 2          | 2         | Vendula Svobodová Pizingerová (kapitánka), David Kraus, Jakub Kohák, Radek Jaroš a Miroslav Hrabě | 255 300 Kč pro Nadační fond Kapka naděje        | 10. září 2016   |
| 3          | 3         | Viet Anh Doan (kapitán), Jakub Štáfek, Matěj Rychlý, Miroslav Šimůnek a Agáta Prachařová          | 193 800 Kč pro nadační fond 1000 statečných     | 17. září 2016   |
| 4          | 4         | Taťána Gregor (kapitánka), Ondřej Gregor, Vanda Hybnerová, Václav Noid Bárta a Dušan Salfický     | 299 900 Kč pro nadaci Krása pomoci              | 24. září 2016   |
| 5          | 5         | Lucie Šilhánová (kapitánka), David Gránský, Nikol Švantnerová, Michal Janotka a Ondřej Havel      | 267 100 Kč pro nadační fond Reach for Change    | 1. října 2016   |
| 6          | 6         | Jan Čenský (kapitán), Eva Decastelo, Lukáš Langmajer, Dušan Chrástek a Karel Hynek                | 127 200 Kč pro nadační fond Kolečko             | 8. října 2016   |
| 7          | 7         | Kateřina Neumannová (kapitánka), Martin Písařík, Richard Nedvěd, Daniel Bambas a Leona Machálková | 285 700 Kč pro Českou olympijskou nadaci (ČON)  | 4. března 2017  |
| 8          | 8         | Sagvan Tofi (kapitán), Jaromír Nosek, Eliška Bučková, Jakub Vágner a Monika Leová                 | 199 320 Kč pro Nadaci Terezy Maxové dětem       | 11. března 2017 |
| 9          | 9         | Lejla Abbasová (kapitánka), Tomáš Kraus, Eva Perkausová, Lucie Paulová a Josef Dressler           | 194 300 Kč pro nadační fond Assante Kenya       | 18. března 2017 |
| 10         | 10        | Petr Vacek (kapitán), Filip Švarc, Daniela Šinkorová, Veronika Farářová a Zdeněk Vencl            | 180 200 Kč pro Nadaci Charty 77 - Konto Bariéry | 1. dubna 2017   |

### Sezóna 2017 (2017–2018)
vysílací den: sobota (11), pátek (12–15), neděle (16–18)
| Č. celkově | Č. v řadě | Soutěžící | Výhra                                                                   | Datum premiéry |
| ---------- | --------- | --- | ----------------------------------------------------------------------- | -------------- |
| 11         | 1         | Martin Dejdar (kapitán), Matěj Dejdar, Ivana Jirešová, Jitka Nováčková a Martin Zounar                            | 157 000 Kč pro o. p. s. Dialog Jesenius                                 | 2. září 2017   |
| 12         | 2         | Roman Šebrle (kapitán), Zuzana Hejnová, Lumír Olšovský, Michal Kavalčík, Anna Slováčková                          | 150 800 Kč pro Konto Bariéry na projekt Nezastavitelní                  | 8. září 2017   |
| 13         | 3         | Jiří Mádl (kapitán), Antonín Duchoslav, Milan Peroutka, Jan Maxián a Markéta Konvičková                           | 100 000 Kč pro nadaci Koše proti drogám                                 | 15. září 2017  |
| 14         | 4         | Jakub Voráček (původní kapitán), Radek Smoleňák, Monika Timková, Sebastian Navrátil a Matěj Ruppert (kapitán)     | 237 000 Kč pro Nadaci Jakuba Voráčka                                    | 22. září 2017  |
| 15         | 5         | Pavel Trávníček (kapitán), Nikol Moravcová, Tomáš Svoboda (jako David Svoboda), Martina Bárta a Gabriela Franková | 218 500 Kč pro Nadační fond pro předčasně narozené děti a jejich rodiny | 29. září 2017  |
| 16         | 6         | Dagmar Patrasová (kapitánka), Jan Kříž, Michael Foret, Petr Vágner a Kryštof Michal                               | 245 600 Kč pro Nadační fond Pes v nouzi                                 | 4. února 2018  |
| 17         | 7         | Olga Lounová (kapitánka), Světlana Nálepková, Markéta Procházková, Vojtěch Bernatský a David Křížek               | 179 200 Kč pro nadační fond Grácie                                      | 11. února 2018 |
| 18         | 8         | Anife Vyskočilová (kapitánka), Ondřej Ruml, Albert Černý, Petr Buchta a Dominika Mesarošová                       | 172 000 Kč pro nadační fond Rovná šance                                 | 18. února 2018 |